# Esquí aquàtic als Jocs Mediterranis de 2018
La competició d'esquí aquàtic dels Jocs del Mediterrani de 2018 de Tarragona es va celebrar entre el 23 i el 24 de juny al Marina Port Tarraco de Tarragona. La primera aparició d'aquest esport en els Jocs del Mediterrani va ser a Pescara 2009 a Itàlia.
La competició es va centrar en dues modalitats, slalom masculí i slalom femení.

## Medaller per categoria
| Categoria      | Or                       | Plata         | Bronze          |
| Slalom masculí | Brando Caruso            | Carlo Allais  | Tanguy Dailland |
| Slalom femení  | Camille Poulain-Ferarios | Manon Costard | Laura Martin    |

## Medaller per país
| Posició | País   | Or | Plata | Bronze | Total |
| 1       | França | 1  | 1     | 2      | 4     |
| 2       | Itàlia | 1  | 1     | -      | 2     |
| Total   | Total  | 2  | 2     | 2      | 6     |